# کنجی کاگیاما
کنجی کاگیاما (انگلیسی: Kenji Kageyama؛ زادهٔ ۲ آوریل ۱۹۸۰) بازیکن فوتبال اهل ژاپن است.